# Roman Novotný
Roman Novotný (* 5. ledna 1986, Přerov) je bývalý český atlet, jehož hlavní disciplínou byl skok daleký.

## Kariéra
Jeho kariéra začala eskalovat v roce 2008. Dne 22. července 2008 splnil kvalifikační A-limit pro olympijské hry v Pekingu ve skoku dalekém, když si na mítinku 1. skokanská a vrhačská tour Brno 2008 vytvořil nový osobní rekord výkonem 821 cm.
Na hrách se pak posledním pokusem, dlouhým 794 cm probojoval jako poslední dvanáctý skokan do finále a zopakoval tak po dlouhých 72 letech českou olympijskou finálovou účast Josefa Vosolsoběho z berlínské olympiády v roce 1936. V něm skočil ve svém nejdelším pokusu rovných 8 metrů a obsadil celkové 8. místo.
Na pražském halovém Mítinku světových rekordmanů si dne 26. února 2009 vylepšil halový osobní rekord na 805 cm a v soutěži zvítězil. Na halovém ME 2009 v Turíně výkonem 777 cm nepostoupil z kvalifikace do finále.
V roce 2012 si vytvořil osobní rekord 822 cm, startoval poté také na olympiádě v Londýně, zde však v kvalifikaci skočil pouze 696 cm a nepostoupil do finále. Poté už šla jeho výkonnost dolů a v březnu 2016 ukončil svoji sportovní kariéru.